# Beggar Prince
Beggar Prince, appelé Xin Qigai Wangzi (新乞丐王子, littéralement, « le Nouveau Le Prince et le Pauvre ») en mandarin, est un jeu vidéo de rôle développé et édité par la société taïwanaise C&E Inc., sorti en 1996 sur Mega Drive. Il a été localisé en anglais, débogué, partiellement reprogrammé et édité en occident en 2006 par la Super Fighter Team. C'est l'un des rares jeux Mega Drive commercialisé aux États-Unis depuis 1998.